# Gabriel Rapoš
Gabriel Rapoš (14. června 1917, Brezno, Rakousko-Uhersko – 2. září 1994, Bratislava, Slovenská republika) byl publicista, překladatel a dramaturg. Tvořil také pod pseudonymy: Gašpar Tribel, Martin Groš, J.B, Mikovíni.

## Život
V letech 1927–1936 studoval Rapoš na gymnáziích v Banské Bystrici a v Košicích, v letech 1936–1940 potom na Právnické fakultě Univerzity Komenského v Bratislavě. Při studiu pracoval jako redaktor Národních novin a současně i Slovenského rozhlasu. V letech 1939–1944 působil jako tajemník a dramaturg Slovenského rozhlasu, od roku 1944 byl vedoucím Svobodného slovenského vysílače v Banské Bystrici. Po skončení druhé světové války pracoval jako programový ředitel Československého rozhlasu v Bratislavě a v Košicích, dále jako redaktor vydavatelství Tatran, vedoucí Tiskového střediska Slovenského národního divadla v Bratislavě. V periodickém tisku publikoval příspěvky hlavně ze světa divadla, filmu, rozhlasu a televize. Z češtiny překládal romány, povídky, divadelní a rozhlasové hry, články, kritiky a polemiky. Ve vydavatelství Tatran se zasloužil o vydávání dokumentární cenných sborníků o slovenský spisovatelích. Jako redaktor divadelní edice měl podstatný podíl na rozvoji původní slovenské dramatické tvorby. V roce 1990 se stal čestným občanem Banské Bystrice.